# Alta Car and Engineering Company
Pour les articles homonymes, voir Alta.
Alta Car and Engineering Company était une officine britannique de construction de voitures de course automobile fondée par Geoffrey Taylor. Alta a débuté en Formule 1 en 1950 et a disputé 5 Grands Prix de championnat du monde jusqu'en 1952. Alta a également conçu des moteurs de course utilisés par de nombreuses écuries privées britanniques comme Connaught, Emeryson, HWM ou encore Cooper.

## Historique

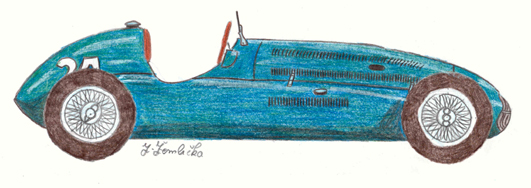
Alta GP

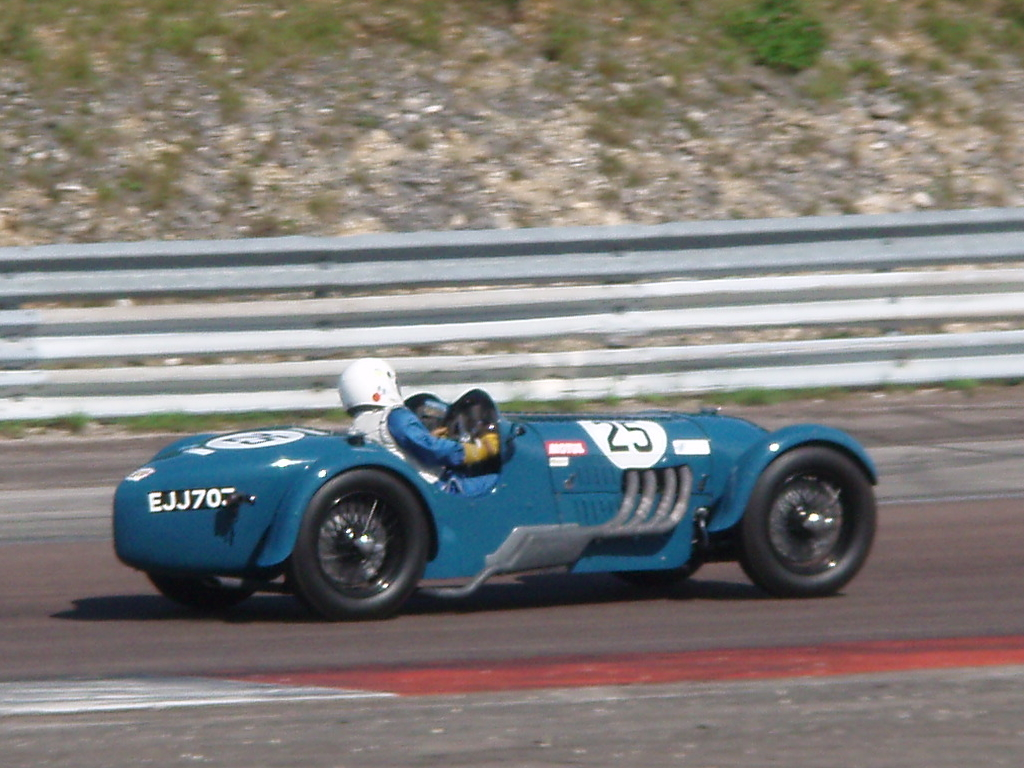
Alta 2 litres S/C Sports de 1936

Geoffrey Taylor fonde son officine de course dans la fin des années 1920 et se lance dans la conception de ses propres monoplaces en 1937. Si Alta ne dispute encore que des courses de voiturettes, l'objectif à long terme reste l'engagement en Grand Prix de Formule 1. La première Alta de Formule 1, le modèle GP est conçu en 1948 et est mû par un moteur maison, le Alta 1.5 L4C (quatre cylindres en ligne de 1 500 cm3). 
Pour les débuts du championnat du Monde de Formule 1 en 1950, à Silverstone, Alta fournit deux modèles GP pour Joseph Kelly et Geoffrey Crossley qui courent à titre privé. La voiture dispose d'un châssis tubulaire et de suspensions indépendantes très évoluées. Les pilotes se qualifient en fond de grille et ne brillent pas pour leur Grand Prix national puisque Crossley abandonne au 43e tour sur un problème de transmission tandis que Kelly termine à 13 tours du vainqueur Giuseppe Farina. Lors du Grand Prix de Belgique, Crossley engage son Alta et termine à une honorable 9e place après une qualification au 12e rang. Les Alta ont pris le départ à trois reprises seulement en Grand Prix en 1950.
L'année suivante, toujours à titre privé, Joseph Kelly prend à nouveau le départ de son Grand Prix national au volant de l'Alta GP, mais, comme en 1950, il ne sera pas classé car il termine trop loin du vainqueur. Il s'agit là de la dernière course en championnat du monde du modèle GP.

En 1952, Alta conçoit sa nouvelle monoplace, la F2, plus légère que sa devancière et toujours mue par un moteur maison (4 cylindres en ligne de 1970 cm3 pour 150 ch). La F2, qui répond à la nouvelle réglementation type Formule 2 (cylindrée de 2 000 cm3 maximum) est engagée à titre privé par Peter et George Whitehead aux Grands Prix de France et de Grande-Bretagne. Peter réussit une belle qualification (13e) mais doit abandonner en France tandis que son demi-frère se qualifie en 12e position et ne progressera pas lors de son Grand Prix national (il termine 12e, sa position de départ). Ces deux départs sont les seuls de la saison et les derniers d'Alta, qui quitte le championnat du monde, quasi-exsangue après avoir tenté de produire une nouvelle monoplace destinée à accueillir un moteur client.

## Résultats en championnat du monde de Formule 1
| Saison | Écurie | Châssis | Moteur | Pneus  | Pilotes                          | Grands Prix disputés | Points inscrits | Classement |
| ------ | ------ | ------- | ------ | ------ | -------------------------------- | -------------------- | --------------- | ---------- |
| 1950   | Privé  | Alta GP | Alta   | Dunlop | Geoff Crossley Joe Kelly         | 2                    | 0               | Non classé |
| 1951   | Privé  | Alta GP | Alta   | Dunlop | Joe Kelly                        | 1                    | 0               | Non classé |
| 1952   | Privé  | Alta F2 | Alta   | Dunlop | Peter Whitehead Graham Whitehead | 2                    | 0               | Non classé |

| Saison | Écurie | Châssis | Moteur  | Pneumatiques | Pilotes          | Courses | Courses | Courses | Courses | Courses | Courses | Courses | Courses | Points inscrits | Classement |
| Saison | Écurie | Châssis | Moteur  | Pneumatiques | Pilotes          | 1       | 2       | 3       | 4       | 5       | 6       | 7       | 8       | Points inscrits | Classement |
| ------ | ------ | ------- | ------- | ------------ | ---------------- | ------- | ------- | ------- | ------- | ------- | ------- | ------- | ------- | --------------- | ---------- |
| 1950   | Privé  | Alta GP | Alta L4 | Dunlop       |                  | GBR     | MON     | 500     | SUI     | BEL     | FRA     | ITA     |         | -               | -          |
| 1950   | Privé  | Alta GP | Alta L4 | Dunlop       | Geoff Crossley   | Abd     |         |         |         | 9e      |         |         |         | -               | -          |
| 1950   | Privé  | Alta GP | Alta L4 | Dunlop       | Joe Kelly        | Nc      |         |         |         |         |         |         |         | -               | -          |
| 1951   | Privé  | Alta GP | Alta L4 | Dunlop       |                  | SUI     | 500     | BEL     | FRA     | GBR     | ALL     | ITA     | ESP     | -               | -          |
| 1951   | Privé  | Alta GP | Alta L4 | Dunlop       | Joe Kelly        |         |         |         |         | Nc      |         |         |         | -               | -          |
| 1952   | Privé  | Alta F2 | Alta L4 | Dunlop       |                  | SUI     | 500     | BEL     | FRA     | GBR     | ALL     | P-B     | ITA     | -               | -          |
| 1952   | Privé  | Alta F2 | Alta L4 | Dunlop       | Peter Whitehead  |         |         |         | Abd     |         |         |         |         | -               | -          |
| 1952   | Privé  | Alta F2 | Alta L4 | Dunlop       | Graham Whitehead |         |         |         |         | 12e     |         |         |         | -               | -          |

Légende : ici 